# Hodanje (veza)
Hodanje je faza ljudskih ljubavnih veza, u kojoj se dvoje ljudi susreće s ciljem procjene prikladnosti drugoga kao potencijalnog partnera u intimnoj vezi. 
To je oblik udvaranja, koji se sastoji od društvenih aktivnosti koje par obavlja sam ili s drugima. Protokoli i praksa susreta, te pojmovi koji se koriste za njihovo opisivanje, značajno se razlikuju od zemlje do zemlje i tijekom vremena. Iako izraz ima nekoliko značenja, najčešće se koristi za dvoje ljudi koji istražuju jesu li romantično ili seksualno kompatibilni tako što zajedno izlaze. Uz korištenje suvremene tehnologije ljudi se mogu upoznati putem mobitela, računala ili uživo.
Hodanje također može uključivati dvoje ljudi koji su već odlučili dijeliti romantične ili seksualne osjećaje jedno prema drugom. Oni se redovito sastaju i mogu, ali i ne moraju imati seksualne odnose. Ovo razdoblje udvaranja ponekad se smatra pretečom zaruka.
Hodanje je novi fenomen, koji se uglavnom pojavio u posljednjih nekoliko stoljeća. Iz antropološke i sociološke perspektive, hodanje je povezano s drugim institucijama, poput braka i obitelji, koje se također brzo mijenjaju i podložne su mnogim silama, uključujući tehnološki i medicinski napredak. Kako su ljudska društva evoluirala od lovačko-sakupljačkih do civiliziranih društava, došlo je do značajnih promjena u ljudskim odnosima, pri čemu je možda jedna od rijetkih preostalih bioloških konstanti ta da odrasle žene i muškarci moraju imati spolne odnose da bi došlo do ljudske reprodukcije.
Povijesno gledano, brakove su u mnogim društvima dogovarali roditelji i stariji rođaci, pri čemu ljubav nije bila cilj, već potomstvo i "ekonomska stabilnost i politički savez". Posljedično, nije bilo potrebe za privremenim probnim razdobljem, kao što je hodanje, prije nego što se između muškarca i žene uspostavi stalna zajednica priznata od zajednice. Iako su parovi različitih oblika bili prepoznati kao prihvatljivo društveno uređenje u većini društava, brak je bio rezerviran za heteroseksualne parove i imao je transakcijsku prirodu, pri čemu su žene u mnogim slučajevima bile oblik imovine koju razmjenjuju otac i muž, a koja bi služila funkciji reprodukcije. Zajednice su vršile pritisak na ljude da imaju parove. Često društvo "zahtijeva od ljudi da budu vjenčani prije spolnoga odnosa", i mnoga su društva otkrila da je neka formalno priznata veza između muškarca i žene najbolji način za odgoj i obrazovanje djece, kao i za izbjegavanje sukoba i nesporazuma u pogledu natjecanja za spolne partnere.